# Salina

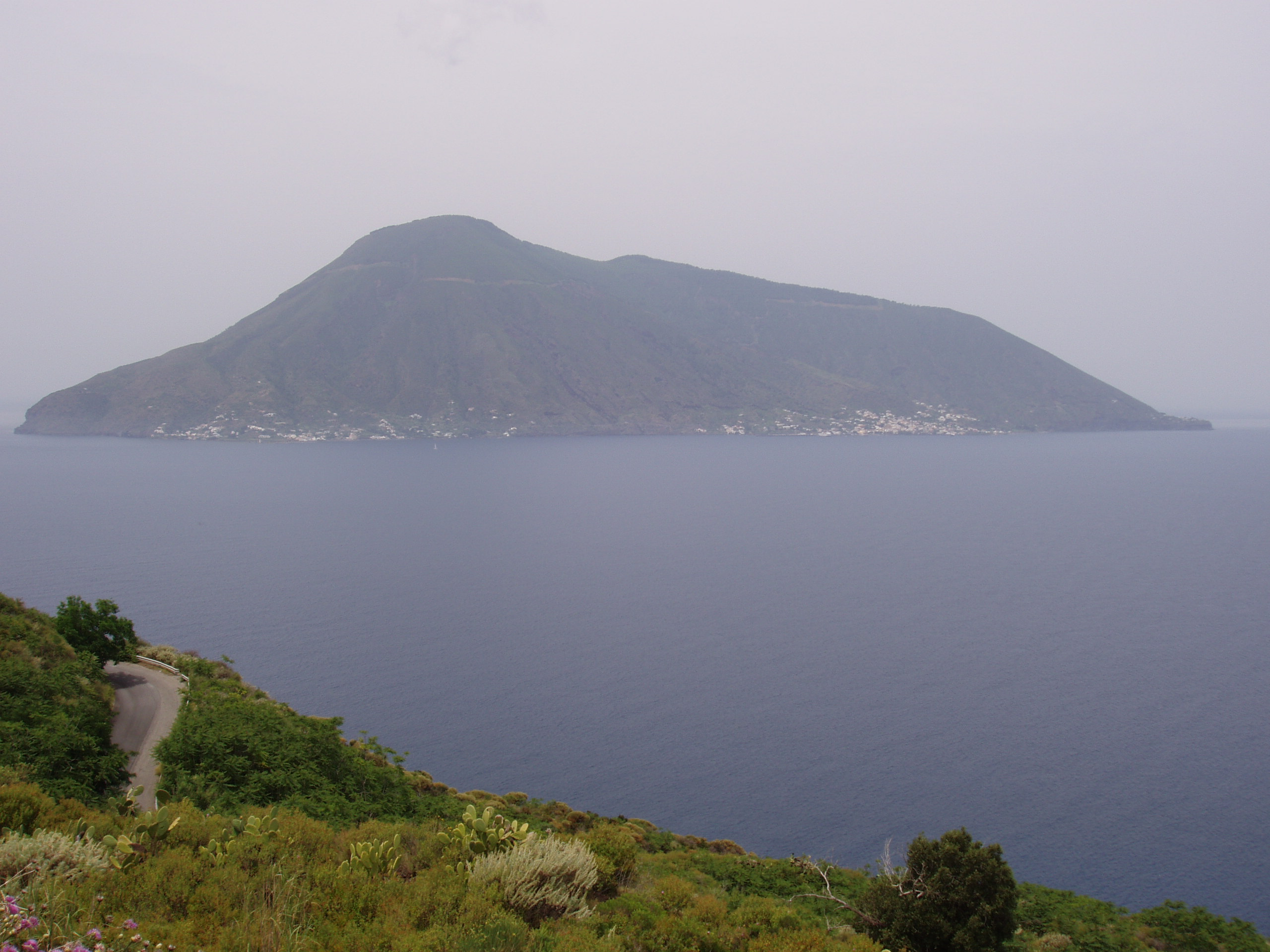
Đảo Salina nhìn từ đảo Lipari. Ngọn núi ở gần là Fossa delle Felci.

Salina là đảo lớn thứ nhì trong số 8 đảo của Quần đảo Eolie (sau đảo Lipari), trong vùng biển Tyrrhenus, phía bắc Sicilia.

## Địa lý
Đảo này có diện tích là 27 km². Đảo được hình thành bởi 6 núi lửa đã ngưng hoạt động, trong đó 2 núi trẻ nhất và cao nhất có tên là Fossa delle Felci (962 m) và Monte dei Porri (860 m).
Salina là đảo phì nhiêu nhất trong số các đảo của Quần đảo Eolie. Nho trồng ở đây được dùng để sản xuất rượu vang Malvasia. Loại rượu vang địa phương được gọi là Malvasia delle Lipari. Đảo Salina cũng xuất cảng nụ bạch hoa và trái bạch hoa đi khắp thế giới.
Có 3 thành phố chính trên đảo Salina: Santa Marina, Malfa và Leni.

## Lịch sử
Trong thời Hy Lạp cổ đại, đảo có tên là "Didyme" (Δίδυμη), một tên tiếng Hy Lạp có nghĩa là 2 ngọn núi sinh đôi. Tên hiện nay là do việc sản xuất muối biển ở đầu phía nam đảo.
Đảo có người cư ngụ từ thời đại đồ đồng và đã từng phát triển rồi bị bỏ rơi nhiều lần trong thiên niên kỷ tiếp theo.
Năm 1544, khi Tây Ban Nha khai chiến với Pháp, vua François I của Pháp, đã cầu viện tới Sultan Đế quốc Ottoman là Suleyman I tới giúp. Vua Suleyman say Khair ad Din (còn được gọi là "Barbarossa") tới giúp Pháp đánh bại quân Tây Ban Nha, sau đó lấy lại Napoli từ tay Tây Ban Nha. Trong thời gian chiến trận, quần đảo Eolie không có người cu ngụ. Sau đó các người từ đất liền Ý, Sicilia và Tây Ban Nha tới tái định cư trên đảo này. Các khu vực trên đảo, kể cả hai ngọn núi, được chỉ định là khu bảo tồn thiên nhiên năm 1981. Hiện nay có khoảng 2.300 người cư ngụ trên đảo.
Cùng với các đảo khác trong quần đảo Eolie, đảo Salina đã được UNESCO công nhận là di sản thế giới từ năm 2000.